# Шаливахана
Шаливахана, также Шаливагана или Саливахана (санскрит. Çâlivâhana), и Шатавагана (санскрит. Çâta-vâhana = «имеющий 100 колесниц»), — легендарный древнеиндийский царь, по преданию сын горшечника, поднявший народное восстание и свергнувший царя Магараштры (страны маграттов или маратхов, арийского племени в западной части Средней Индии) — Викрамадитью (I век), престол которого он занял. По другим источникам, Шаливахана был царём в Магадхе и победил Викрамадитью, павшего в битве с войсками Шаливаханы.
С именем Шаливаханы связана одна из индийских хронологических эр, так называемая «Шаливахана-Шака» или просто «Шака». Счисление по ней ведётся от 78 года н. э., предполагаемого дня смерти Шаливаханы. Такая эра употребляется до сих пор в южной Индии и начинается с 3179 года периода кали-юги. Годы, принятые в ней — обыкновенные солнечные, в отличие от «эры Викрамадитьи» («Самват»), в которой счёт идет по лунно-солнечным годам.
Столицей Шаливаханы был город Пратиштхана на реке Годавари, — на месте современного города Пейтана. Свою жизнь Шаливахана кончил на поле битвы.

## Критика
Британский индолог Фрэнсис Уилфорд утверждал, что все европейские мифы были индуистского происхождения, и что Индия имела своего Христа — Шаливахану, чья жизнь и деяния очень напоминали библейского Христа.